# 東京機械製作所

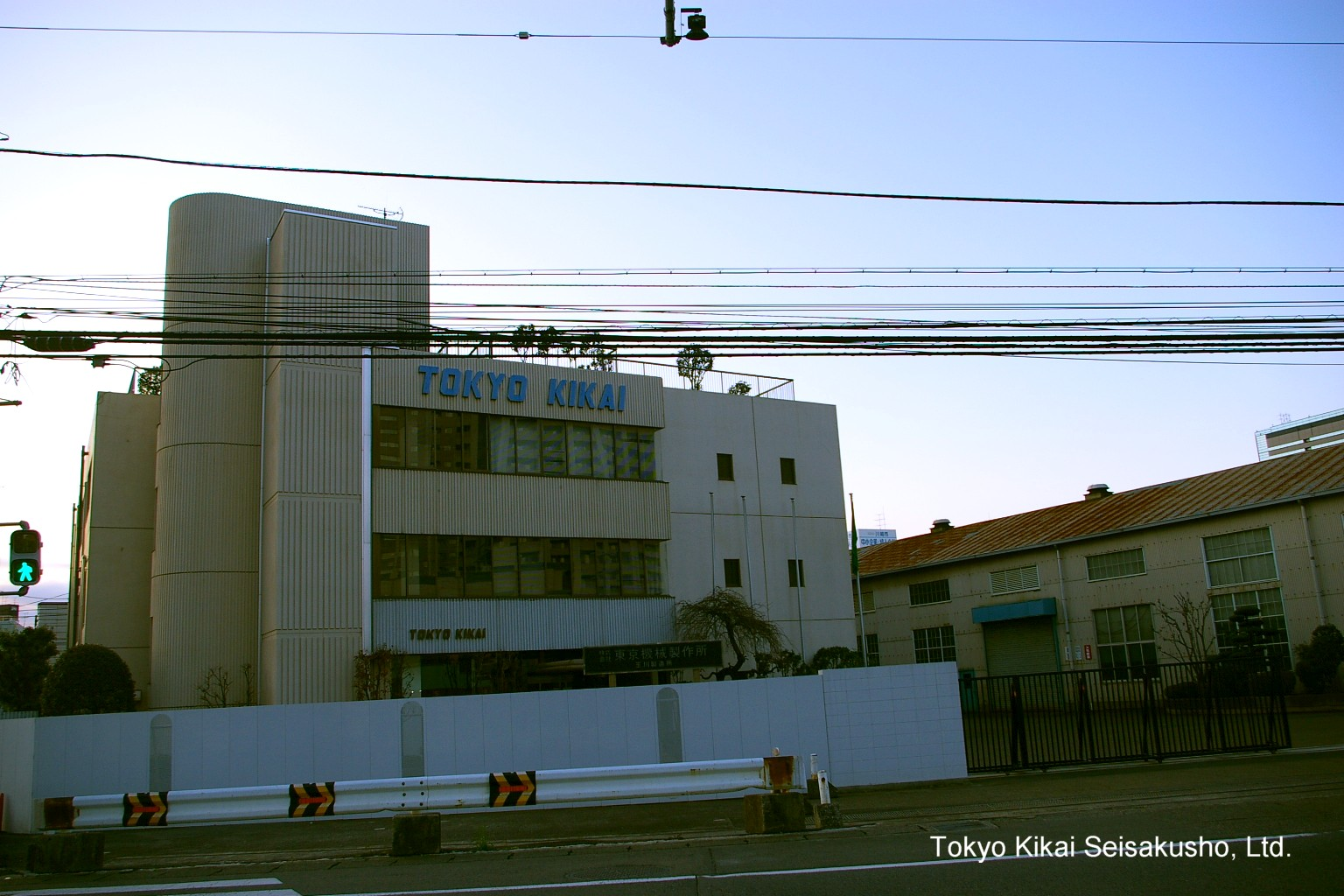
旧玉川製造所（2009年撮影）
川崎市中原区新丸子東三丁目

株式会社東京機械製作所（とうきょうきかいせいさくしょ）は、東京都港区に本社を置く機械メーカー。長く輪転印刷機製造を主力事業としてきたが、近年は無人搬送車（AGV）を主力製品とするファクトリーオートメーション事業や加工組立事業に注力している。日本国内では新聞輪転印刷機の分野で最大手企業である。「TKS」のブランド名を使っている。

## 歴史
1874年（明治7年）1月，政府は内務省を新設して勧業・警保・戸籍・駅逓・土木・地理の6寮を設置し、それまで大蔵省租税寮の管轄下にあった勧業・勧農事業を内務省勧業寮に移管した。内務省勧業寮農務課が、1872年（明治5年）に開設された東京の内藤新宿試験場内に設置され，同試験場をもその管轄下に置いた。この内藤新宿試験場に付設された農機具工場が同社の起源である。
1879年（明治12年）5月、内藤新宿試験場を廃止し、政府は広大な面積の植物栽培区域を宮内省に移管して植物御苑とするとともに，農機具製造部門など事業の多くを芝の三田四国町に開場した「三田育種場」（明治10年開場）に引き継いだ。植物御苑は現在も東京の一角に緑陰を広げる「新宿御苑」になっている。翌1880年（明治13年）、内藤新宿試験場から引き継いだ農機具製造部門は、三田育種場から分離独立して「三田農具製作所」と改められた。
1874年（明治7年）の創業から2年間の内藤新宿時代に生産した農機具は四百五十点を数え、1888年（明治21年）の民間払い下げまでには、数千点の製品を農村に提供したものと推測される。農機具のほか風車、水車、馬車、馬具、ポンプ、製缶機械なども生産品目に入っていた。
1888年（明治21年）、三田農具製作所は子安峻（読売新聞初代社長）らに払い下げられ民営化された。子安峻が初代業主となり、翌1889年（明治22年）に「三田機械製作所」と改称した。
当初は農機具、ボイラー、ポンプ、タービン水車製造を目的としたが、やがて鉄道車輌製造に進出、明治期の鉄道車両（客車）製造では平岡工場、日本車輌製造に続く規模であったが日清戦争後の恐慌期には注文は激減し鉄道車両製造は撤退を余儀なくされる。その後印刷機械、煙草製造機械などの製造に活路を開いた。近年では輪転機に加え、インクジェット方式の印刷機も製造している。
2024年（令和6年）6月28日、三菱重工業は傘下の三菱重工機械システムが行ってきた新聞輪転機の製造事業から撤退することを発表した。これにより、主要な新聞輪転機製造会社としては東京機械製作所が唯一となるとの見解があるが、西研グラフィックス（佐賀県）も新聞輪転機製造事業を手がけており、事実ではない。

### 沿革
- 1874年（明治7年） - 前身である内務省勧業寮農務課工場が創業。
- 1879年（明治12年） - 三田四国町の三田育種場へ移転。
- 1880年（明治13年） - 三田育種場から分離独立して三田農具製作所と改称。
- 1888年（明治21年） - 三田農具製作所が子安峻（読売新聞初代社長）他に払下げ。民営化。
- 1889年（明治22年） - 三田機械製作所と改称し各種農機具、鉄道馬車等を製作。
- 1893年（明治26年） - 東京機械製造株式会社[14]と商号変更し鉄道車輌、蒸気機械、煙草製造機、理化学器械等を製造[15]。
- 1906年（明治39年） - 国内メーカーとして初の輪転機を完成。
- 1911年（明治44年） - 株式会社東京機械製作所と商号変更。
- 1949年（昭和24年） - 東京証券取引所、大阪証券取引所上場。
- 1985年（昭和60年） - 玉川製造所技術センターと本社ビル竣工。
- 2004年（平成16年） - ハマダ印刷機械株式会社の輪転機事業を買収し、三重県伊賀市に株式会社伊賀マシナリーを設立。
- 2006年（平成18年） - 伊賀市に伊賀工場が竣工。2008年に伊賀テクノセンターと改称。
- 2010年（平成22年） - 大阪証券取引所上場廃止。
- 2011年（平成23年） - 生産拠点を玉川製造所から、千葉県木更津市内の工業団地「かずさアカデミアパーク」内に竣工した「かずさテクノセンター」に移転。玉川製造所の跡地は再開発され、複合商業施設（グランツリー武蔵小杉）と超高層マンション（シティタワー武蔵小杉）が建設された。
- 2012年（平成24年） - 伊賀テクノセンターを閉鎖し、その業務を伊賀マシナリーが継承。
- 2014年（平成26年） - 伊賀マシナリーを解散。
- 2020年（令和2年） - 本社を東京都港区三田へ移転[16]。

## 2021年の投資ファンドによる株の買い集め行為
2021年（令和3年）投資会社アジア開発キャピタル（ADC）による株式の買い集めが表面化した。ADCは子会社であるアジアインベストメントファンド（AIF）と共同で東京機械製作所（TKS）の株式取得を6月より本格化し、保有割合を9月までで4割弱まで増やした。株式の大規模買付行為に対抗するため、TKSは8月、買収防衛策を臨時株主総会にて表明。ADC関係者を除く既存株主に無償で新株予約権を割り当て、ADC側の保有割合を下げる内容で、10月22日の臨時総会を前に両者が委任状集めを進めていた。ちなみにこのような買収防衛策はポイズンピルと呼ばれ、アメリカでよく行われている。
2021年10月22日の臨時株主総会で、TKSは取締役やADC側を利害関係者として決議から除外して買収防衛策を可決した。この決議に対し、ADC側は東京地方裁判所に買収防衛策の差し止めを申請した。東京地裁は10月29日にADCの仮処分申し立てを却下。ADCは東京高等裁判所に即時抗告するも棄却され、最高裁判所に抗告許可と特別抗告の申し立てを行った。11月17日、ADCは買い付け行為の中断と株式の保有割合の32.72%までの引き下げを行う旨の誓約書を提出したため、TKSは11月19日に発動予定だった買収防衛策を中断することを発表した。11月18日、最高裁はADCの特別抗告と許可抗告を棄却。TKSの買収防衛策を認めた。
その後、ADC側は読売新聞グループ本社と協議し、2022年（令和4年）3月2日付で読売新聞東京本社や中日新聞社、朝日新聞社、北國新聞社、信濃毎日新聞社、北海道新聞社の新聞6社に保有株の32%分を譲渡することで同年2月25日に合意。事実上TKSの敵対的買収を断念することが確定した。
2022年6月6日、TKSはAIFに対して、主要株主による短期売買利益の返還請求権を定めた金融商品取引法に基づき、TKS株式の短期売買による利益約19億4000万円などの提供を求め、東京地裁に提訴したと発表。2023年12月6日、東京地裁にて行われた第一審において、TKSの主張が全面的に認められ、AIFに対して、約19億4000万円の支払いを命じた。2024年7月31日、東京高裁は一審判決を支持し、AIFによる控訴を棄却した。
なお、ADCは2022年8月、AIFの全株式をシンガポールの卸売会社であるGALLANTLION RESOURCES PTE. LTD.に譲渡し、ADCのグループから外れている。
また、TKSの防衛アドバイザーを担当したのはアイ・アール ジャパンホールディングス（IRジャパン）であったが、そのIRジャパンは同社副社長（当時）がADCの代表に対して、ウルフパック戦術でTKSの買収を提案していたことが2022年11月に週刊ダイヤモンドのスクープで判明した。そのため、ダイヤモンド社を始め、ADCからTKS株式を購入した読売新聞グループ本社社長の山口寿一も「IRジャパンの行為は利益相反にあたる」として、IRジャパンや同社副社長の姿勢を批判した。2023年12月28日、TKSはIRジャパンとその経営陣（当時）に対して約6億1427万円の損害賠償などを求めて東京地裁に提訴したことを発表した。

## 主力製品
- 新聞用・商業用輪転機（新聞、折込広告、電話帳、通販カタログなど）
- 新聞発送システム（自動分別発送）
- AGV（無人搬送車）

## 事務所
- 本社：東京都港区三田3-11-36 三田日東ダイビル6階[36]
- 関西営業所：大阪市西淀川区竹島4-11-54　株式会社KKS内
- かずさテクノセンター：千葉県木更津市かずさ鎌足1-6
- 羽田テクノセンター：東京都大田区羽田空港1-8-2　羽田メンテナンスセンタービル3階

## エピソード
- 現在の代表取締役社長・都並清史は、元サッカー日本代表都並敏史の兄であり、ビブラストーンの元トランペッターである。